# Gracula
Gracula és un gènere d'ocells de la família dels estúrnids (Sturnidae). Coneguts com a mainàs, habiten en zones tropicals d'Àsia meridional, des de l'Índia, Bangladesh i Sri Lanka cap a l'est fins a Indonèsia. El mainà religiós (Gracula religiosa) ha esdevingut un popular ocell de gàbia.
Són ocells sedentaris que habiten típicament en boscos i terres de conreu. Ponen 2 – 3 ous a un niu construït en un forat.
Fan 25 - 30 cm de llargària. El plomatge és negre brillant, amb grans taques blanques a les ales, molt patents en vol. El bec i les fortes cames són de color groc brillant o taronja, amb carúncules grogues al cap, la forma i posició de les quals varien segons les espècies. Els sexes són similars, però els joves tenen el bec de colors més apagats.
Com la majoria dels membres de la família, aquests mainàs són bastant omnívors, menjant fruita, nèctar i insectes.

## Llistat d'espècies
Si bé en un principi es considerava una única espècie molt variable, i més tard dues, la classificació del Congrés Ornitològic Internacional (versió 12.2, juliol 2022) contempla cinc espècies dins aquest gènere:
- Gracula religiosa - Mainà religiós.
- Gracula indica - Mainà de l'Índia.
- Gracula enganensis - Mainà d'Enggano.
- Gracula robusta - Mainà de Nias.
- Gracula ptilogenys - Mainà de Sri Lanka.

Tanmateix, segons el Handook of the Birds of the World i la quarta versió de la BirdLife International Checklist of the birds of the world (Desembre 2019), una subespècie del mainà religiós hauria de ser considerat també com una espècie apart:
- Gracula venerata - Mainà venerat.

Aquesta darrera llista, en canvi, considera Gracula enganensis com a subespècie del mainà religiós.